# 성경 (천문서)
성경(星鏡)은 조선 철종(1861년) 때에 남병길이 저술한 천문(天文) 설명서이다.
'성경(星鏡)'은, 별을 비추는 거울을 의미하며, 3원 28수의 별자리와 각 별자리에 대한 실측 값을 수록하였다.
별자리 설명에는 별자리의 그림이 곁들여졌다. 총 1449개별에 대한 1861년 기준의 자료를 싣고 있다.

## 같이 보기
- 천문류초